# Pierre-Célestin Rwigema
Pierre-Célestin Rwigema (nascut el 27 de juliol de 1953) és un polític ruandès que anteriorment estava associat amb la facció moderada del Moviment Democràtic Republicà (MDR). Va ser primer ministre de Ruanda en 1995-2000 i ministre d'Educació de 1994 a 1995. Quan va jurar com a Primer Ministre, es va comprometre a reunificar el seu país, llavors ètnicament dividit.
En 2001 va ser acusat de presumpta implicació en el genocidi ruandès i el govern de Ruanda va emetre una ordre de detenció contra ell. Aquests càrrecs van ser interposats després de la seva renúncia com a primer ministre, quan va fugir als Estats Units per buscar asil polític. En el moment de l'acusació, estudiava un Màster en Administració d'Empreses a la Bowling Green State University a Ohio, Estats Units. El clima polític a Rwanda era volàtil en aquella època. El portaveu de la Cambra, Joseph Sabarenzi, va dimitir i va fugir. Hi va haver al·legacions d'una facció reialista que treballava per minar el govern del Front Patriòtic Ruandès i restaurar la monarquia tutsi. Es va informar que aquests càrrecs contra ell podrien haver estat motivats políticament.
Segons Joseph Sebarenzi, tutsi i ex portaveu de l'Assemblea Nacional de 1997 a 2000, en les seves memòries Déu dorm a Ruanda, diu que Rwigema era innocent. Com es va citar a les memòries de Sebarenzi: Periòdicament escoltaríem d'amics o a la ràdio que algú més a Ruanda estava sent assenyalat. Hi havia Pierre Celestin Rwigema, el primer ministre. Es va veure obligat a dimitir. Mentre parlava, vam investigar per la mala gestió i la malversació. El Front Patriòtic Ruandès (FPR) el buscava i esperava que el censuréssim, però la nostra investigació no va poder demostrar que havia fet res dolent, així que ho vam aclarir. Sabia que el FPR no es quedaria plegat de mans, així que quan vaig saber que Rwigema havia dimitit, no em va sorprendre, i finalment va fugir als Estats Units. El govern de Ruanda va dir al govern estatunidenc que estava involucrat en el genocidi i va demanar que fos arrestat. Un jutge d'immigració ho va aclarir. Finalment es va provar la seva innocència i se li va concedir asil polític per part del Tribunal d'Immigració dels Estats Units a Detroit.
A l'octubre de 2011, el fiscal general de Ruanda, Martin Ngoga, va informar als mitjans de comunicació que el procés judicial a Ruanda tampoc va trobar proves que impliquessin Rwigema en la participació del genocidi i, per tant, el seu cas va ser suspès. Rwigema va retornar a Ruanda després de 11 anys d'exili, afirmant que tornava lliurement, i aviat va celebrar una conferència de premsa on va revelar que la seva principal motivació per tornar a casa era participar en el desenvolupament continu del país.
A principis de maig de 2012, Rwigema va ser un dels vuit candidats elegits pel parlament ruandès entre 18 candidats per representar a Ruanda a l'Assemblea Legislativa de l'Àfrica Oriental (EALA). Es va comprometre a defensar la implementació efectiva dels protocols d'unió comuna i de mercat comú de la Comunitat de l'Àfrica Oriental, i el ràpid seguiment de les negociacions sobre la unió monetària i la realització d'una federació política.